# 24051 Hadinger
24051 Hadinger è un asteroide della fascia principale. Scoperto nel 1999, presenta un'orbita caratterizzata da un semiasse maggiore pari a 2,2168995 UA e da un'eccentricità di 0,1008128, inclinata di 2,53696° rispetto all'eclittica.